# Districtul Tizi Gheniff
Tizi Gheniff este un district din provincia Tizi Ouzou, Algeria.